# Ferran Torres García
Ferran Torres García   (Foios, 29 de febrer de 2000) és un futbolista professional valencià que juga en la demarcació d'extrem al Futbol Club Barcelona i la selecció espanyola.
Torres va començar la seva carrera al València CF, on va fer el seu debut com a sènior el 2017. El 2020 es va traslladar al Manchester City FC i va guanyar la Premier League i l'EFL Cup la temporada 2020-21. Va marxar a Barcelona el gener del 2022. Ha representat Espanya a nivell internacional a diferents nivells juvenils, i va debutar amb la selecció absoluta el 2020.

## Carrera esportiva

### València CF

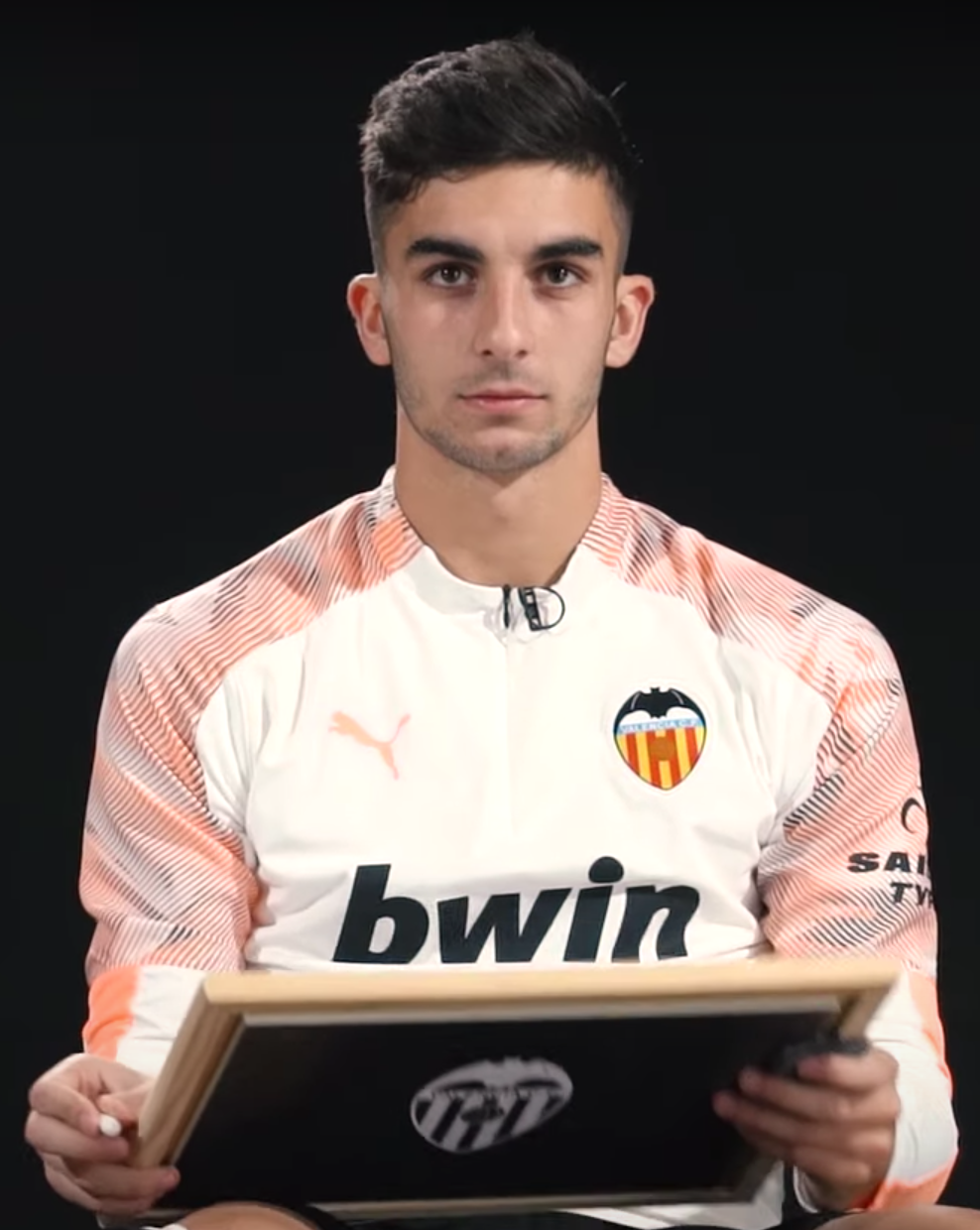
Torres amb el València CF el 2020

Nascut a Foios (Horta Nord), es va formar des dels sis anys en l'escola del València CF. El 15 d'octubre de 2016, quan encara formava part de l'equip juvenil, va fer el seu debut amb el València Mestalla en un partit de Segona Divisió B contra el RCD Mallorca B. La temporada 2017-18 es va consolidar en l'alineació titular, arribant a marcar el seu primer gol el 26 d'agost de 2017 contra el CF Peralada-Girona B. El 5 d'octubre va renovar el seu contracte, malgrat que havia estat fortament relacionat amb FC Barcelona i Reial Madrid, estenent la seua clàusula a 25 milions d'euros, sent a més promogut al primer equip valencianista. Torres va fer el seu debut amb el primer equip el 30 de novembre de 2017, substituint Nacho Gil en un encontre contra el Reial Saragossa en la Copa del Rei. El seu debut en primera divisió es va produir el 16 de desembre, jugant els últims nou minuts contra la SD Eibar, esdevenint així el primer jugador nascut els 2000s en jugar a la lliga. Torres va debutar a Europa i a la Lliga de Campions el 23 d'octubre de 2018, com a titular en un empat a 1 contra el Young Boys. Va marcar el seu primer gol a la Lliga el 19 de gener de 2019, deu minuts després d'entrar com a substitut en una victòria per 2-1 contra el Celta de Vigo. Va romandre a la banqueta quan el València va derrotar el Barça per 2-1 a la Final de la Copa del Rei de 2019 a l'Estadi Benito Villamarín de Sevilla, el 25 de maig.
El 5 de novembre de 2019, Torres va marcar el seu primer gol a la Lliga de Campions, l'últim gol del seu equip en una victòria a casa per 4-1 contra el Lille OSC. convertint-se en el golejador més jove del València en la competició. El 23 de novembre, Torres va celebrar la seva 50a aparició a la Lliga amb el València amb una derrota per 2-1 fora de casa contra el Real Betis, i va esdevenir el jugador més jove dels xès a jugar 50 partits de lliga amb 19 anys i 254 dies, superant un rècord de 38 anys de Miguel Tendillo (19 anys i 351 dies).
En la temporada 2019-20 es va consolidar en el primer equip valencianista en disputar 44 partits, marcar sis gols i fer huit assistències, a més de batre diversos rècords de precocitat. Després de no arribar a un acord per a la seua renovació, va marxar traspassat per 25 milions d'euros al Manchester City que dirigia Pep Guardiola.

### Manchester City
El 4 d'agost de 2020, el club anglès Manchester City FC va confirmar el fitxatge de Torres amb un contracte de cinc anys, fins al 2025, per un preu de traspàs declarat de 23 milions d'euros. El club va revelar més tard que Torres havia heretat el número 21 que havia portat anteriorment la llegenda del club David Silva, un jugador que també havia arribat procedent del València. Torres va debutar en el primer partit del City de la temporada, entrant com a substitut en una victòria per 3-1 fora de casa contra el Wolverhampton Wanderers FC a la Premier League. El 30 de setembre, Torres va marcar el seu primer gol amb el club, en una victòria per 3-0 fora de casa contra el Burnley FC a la Copa EFL.
El 21 d'octubre de 2020 va debutar a la Lliga de Campions amb el Manchester City, marcant un gol en una victòria per 3-1 contra el FC Porto. Només una setmana després, Torres va ser titular i va tornar a marcar a la Lliga de Campions en una victòria per 0-3 contra l'Olympique de Marsella, i va esdevenir el jugador espanyol més jove a marcar en tres aparicions consecutives a la competició, amb 20 anys i 241 dies. On 28 novembre, Torres scored his first league goal for City in a 5–0 home win over Burnley. El 14 de maig, Torres va marcar el seu primer hat-trick amb el City en una victòria per 4-3 a fora de casa contra el Newcastle United FC.
Després d'haver caigut en desgràcia durant la temporada 2021-22, principalment a causa d'una lesió, Torres va acordar un traspàs al FC Barcelona per 55 milions d'euros (més complements condicionals per valor de 10 milions d'euros) el desembre de 2021, que es completaria el mes següent en funció de si el Barça vengués jugadors de la seva plantilla.

### FC Barcelona
El desembre del 2021 s'anuncia que el FC Barcelona el fitxaria al mercat d'hivern per 55 milions d'euros i 10 en variables.
El 28 de desembre, el City va confirmar que Torres deixava el club per anar al FC Barcelona, amb un contracte de cinc anys fins al juny de 2027. El 20 de gener de 2022, Torres va marcar el primer gol pel Barça en una derrota per 3–2 contra l'Athletic Club a la Copa del Rei. El 20 de març de 2022, va marcar un gol i va fer una assistència a Pierre-Emerick Aubameyang en el seu primer Clàssic, ajudant el Barça a aconseguir una victòria per 4-0 fora de casa contra el líder de la lliga. Durant els seus primers sis mesos al club, Torres va jugar 25 partits en totes les competicions, marcant set gols. Torres va tenir problemes amb el seu estat de forma a l'inici de la temporada 2022-23, i sovint va ser substituït per Ousmane Dembélé i els nous fitxatges Raphinha i Robert Lewandowski. El 19 de febrer de 2023, va fer una actuació com a millor jugador del partit en una victòria per 2-0 a la lliga contra el Cadis CF. L'endemà, Torres va revelar en una entrevista que havia "caigut en un pou sense fons" i que havia treballat amb un psicòleg durant la seva baixa forma.
El 21 de gener de 2024, Torres va marcar el seu primer hat-trick amb el Barça i va fer una assistència a João Félix en el seu 100è partit amb el club, en una victòria per 4-2 fora de casa contra el Reial Betis. Més tard aquell mateix any, l'11 de desembre, en un emocionant partit de la Lliga de Campions de la UEFA 2024–25 contra el Borussia Dortmund, Torres va oferir una actuació impressionant marcant dos gols decisius, aconseguint una victòria per 3–2 fora de casa. El 6 de febrer de 2025, va marcar un hat-trick a la primera part d'una victòria per 5-0 fora de casa contra el seu antic club, el València, als quarts de final de la Copa del Rei. Dos mesos més tard, el 2 d'abril, va marcar l'únic gol en una victòria per 1-0 fora de casa contra l'Atlètic de Madrid, aconseguint un global de 5-4 i una plaça per a la final de Copa 2025. El 26 d'abril de 2025, va tornar a aparèixer per marcar l'empat al final contra el seu rival Reial Madrid a la final de la Copa del Rei, forçant el partit a la pròrroga, on el FC Barcelona va aconseguir la victòria gràcies al gol de la victòria de Jules Koundé. Va ser nomenat MVP de la final i va ser el màxim golejador de la competició.

## Vida personal
Ferran Torres va mantenir una relació sentimental amb Sira Martínez, filla de l'exentrenador de la Selecció Espanyola de Futbol del FC Barcelona, Luis Enrique Martínez.

## Estadístiques
Actualitzat a l'últim partit disputat el 26 de maig de 2024.
| Club                                   | Temporada     | Div.          | Lliga   | Lliga | Lliga  | Copes   | Copes | Copes  | Internacional | Internacional | Internacional | Total   | Total | Total  |
| Club                                   | Temporada     | Div.          | Partits | Gols  | Assist | Partits | Gols  | Assist | Partits       | Gols          | Assist        | Partits | Gols  | Assist |
| -------------------------------------- | ------------- | ------------- | ------- | ----- | ------ | ------- | ----- | ------ | ------------- | ------------- | ------------- | ------- | ----- | ------ |
| València C.F. Mestalla · País Valencià | 2016-17       | 2.ª B         | 2       | —     | —      | —       | —     | —      | Inaccessibles | Inaccessibles | Inaccessibles | 2       | 0     | 0      |
| València C.F. Mestalla · País Valencià | 2017-18       | 2.ª B         | 10      | 1     | —      | —       | —     | —      | Inaccessibles | Inaccessibles | Inaccessibles | 10      | 1     | 0      |
| València C.F. Mestalla · País Valencià | Total club    | Total club    | 12      | 1     | 0      | 0       | 0     | 0      | 0             | 0             | 0             | 12      | 1     | 0      |
| València CF · País Valencià            | 2017-18       | 1a            | 13      | —     | 1      | 3       | —     | 1      | —             | —             | —             | 16      | 0     | 2      |
| València CF · País Valencià            | 2018-19       | 1a            | 24      | 2     | 1      | 6       | 1     | 1      | 7             | —             | —             | 37      | 3     | 2      |
| València CF · País Valencià            | 2019-20       | 1a            | 34      | 4     | 5      | 4       | —     | 1      | 6             | 2             | 2             | 44      | 6     | 8      |
| València CF · País Valencià            | Total club    | Total club    | 71      | 6     | 7      | 13      | 1     | 2      | 13            | 2             | 2             | 97      | 9     | 12     |
| Manchester City FC · Anglaterra        | 2020-21       | 1a            | 24      | 7     | 2      | 6       | 2     | 1      | 6             | 4             | —             | 36      | 13    | 3      |
| Manchester City FC · Anglaterra        | 2021-22       | 1a            | 4       | 2     | 1      | 2       | 1     | —      | 1             | —             | —             | 7       | 3     | 1      |
| Manchester City FC · Anglaterra        | Total club    | Total club    | 28      | 9     | 3      | 8       | 3     | 1      | 7             | 4             | 0             | 43      | 16    | 4      |
| FC Barcelona · Catalunya               | 2021-22       | 1a            | 18      | 4     | 4      | 2       | 1     | —      | 6             | 2             | 2             | 26      | 7     | 6      |
| FC Barcelona · Catalunya               | 2022-23       | 1a            | 33      | 4     | 2      | 5       | 0     | 0      | 7             | 3             | 1             | 45      | 7     | 3      |
| FC Barcelona · Catalunya               | 2023-24       | 1a            | 29      | 7     | 2      | 5       | 1     | —      | 8             | 3             | 1             | 42      | 11    | 3      |
| FC Barcelona · Catalunya               | Total club    | Total club    | 80      | 15    | 8      | 12      | 2     | 0      | 21            | 8             | 4             | 113     | 25    | 12     |
| Total carrera                          | Total carrera | Total carrera | 191     | 31    | 18     | 34      | 6     | 3      | 41            | 14            | 6             | 266     | 51    | 28     |
| 1. 2. 3.                               |               |               |         |       |        |         |       |        |               |               |               |         |       |        |

## Palmarès
| Títol                     | Club              | Any     |
| ------------------------- | ----------------- | ------- |
| Copa del Rei              | València C.F.     | 2018-19 |
| Copa de la Lliga          | Manchester City   | 2020-21 |
| Premier League            | Manchester City   | 2020-21 |
| Supercopa d'Espanya       | F.C. FC Barcelona | 2023    |
| Primera Divisió espanyola | F.C. FC Barcelona | 2022-23 |
| Supercopa d'Espanya       | F.C. FC Barcelona | 2025    |
| Copa del Rei              | F.C. FC Barcelona | 2024-25 |

València
- Copa del Rei: 2019[51]

Manchester City
- Premier League: 2020-21[52]
- Copa de la lliga anglesa: 2020–21[53]
- Lliga de Campions de la UEFA runner-up: 2020–21[54]

FC Barcelona
- La Liga: 2022–23,[55][56] 2024-25
- Copa del Rei: 2024–25[57][58]
- Supercopa d'Espanya: 2023,[59][60] 2025[61][62]

Espanya
- Eurocopa: 2024[63][64]
- Lliga de les Nacions de la UEFA (finalista): 2020–21[65]

Espanya sub-17
- Campionat d'Europa de Futbol sub-17 de la UEFA: 2017
- Copa del món de la FIFA sub-17 (finalista): 2017[66]

Espanya sub-19
- Campionat d'Europa de Futbol sub-19 de la UEFA: 2019[67]

Individual
- Equip del torneig del Campionat d'Europa de Futbol sub-19 de la UEFA: 2019[68]
- Gol de la temporada del Manchester City FC 2020–21[69]
- Màxim golejador de la Lliga de les Nacions de la UEFA: 2020–21[70]
- Bota de plata de la Lliga de les Nacions de la UEFA: 2021[71]
- Gol del mes de La liga: Gener de 2024 (amb João Félix)[72]
- Màxim golejador de la Copa del Rei: 2024–25